# Vadim Izotov
Pour les articles homonymes, voir Izotov.
Vadim Izotov, né le 2 décembre 1989, est un coureur cycliste kazakh.

## Biographie
En 2008, alors qu'il est à peine majeur, il court pour l'équipe nationale kazakhe. Il termine à une honorable sixième place du championnat de Kazakhstan sur route compte tenu de son âge. Mais surtout, il remporte coup sur coup deux étapes au Tour of Milad du Nour, une épreuve iranienne de l'UCI Asia Tour.

## Palmarès
- 2008
  - 1re et 4e étapes du Tour of Milad du Nour

## Classements mondiaux
| Année         | 2008 |
| ------------- | ---- |
| UCI Asia Tour | 213e |